# 루프트한자 시티라인의 운항 노선
2017년 3월 기준으로 루프트한자 시티라인은 다음과 같은 노선을 운항중이다.

## 운항 노선

### 아시아

#### 남아시아
- 몰디브
  - 말레 - 말레 국제공항 계졀편

### 아프리카

#### 동아프리카
- 모리셔스
  - 포트루이스 - 시우 사구르 랄룸랄경 국제공항 계졀편

### 유럽

#### 서유럽
- 영국
  - 런던 - 런던 시티 공항
  - 버밍엄 - 버밍엄 공항
  - 애버딘 - 애버딘 공항
- 프랑스
  - 파리 - 파리 샤를 드 골 국제공항
  - 리옹 - 생텍쥐페리 국제공항
  - 니스 - 니스 코트다쥐르 공항
  - 마르세유 - 마르세유 프로방스 공항
  - 몽펠리에 - 몽펠리에 메디테라니 공항
  - 뮐루즈 - 유로 에어포트-바젤 뮐루즈 프라이부르크 공항
  - 바스티아 - 바스티아 포레타 공항
  - 툴루즈 - 툴루즈 블라냑 공항
- 독일
  - 뒤셀도르프 - 뒤셀도르프 국제공항
  - 뮌스터 - 뮌스터 오스나부뤼크 국제공항
  - 뮌헨 - 뮌헨 국제공항 허브
  - 프랑크푸르트 - 프랑크푸르트 국제공항 허브
  - 뉘른베르크 - 뉘른베르크 공항
  - 드레스덴 - 드레스덴 공항
  - 라히프치히 - 라히프치히 할레 공항
  - 로스토크 - 로스토크 공항
  - 베스터란트 - 베스터란트 공항
  - 브레멘 - 브레멘 공항
  - 슈투르가르트 - 슈투르가르트 공항
  - 쾰른 - 쾰른 본 공항
  - 파더보른 - 파더보른 공항
  - 프라이부르크 - 유로 에어포트-바젤 뮐루즈 프라이부르크 공항
  - 프리드리히샤펜 - 프리드리히샤펜 공항
- 네덜란드
  - 암스테르담 - 암스테르담 스키폴 국제공항
  - 로테르담 - 로테르담 헤이그 공항
- 룩셈부르크
  - 룩셈부르크 시티 - 룩셈부르크 핀델 국제공항
- 벨기에
  - 브뤼셀 - 브뤼셀 국제공항
- 저지 섬
  - 저지 - 저지 공항

#### 중유럽
- 스위스
  - 제네바 - 제네바 국제공항
  - 취리히 - 취리히 국제공항
  - 바젤 - 유로 에어포트-바젤 뮐루즈 프라이부르크 공항
- 오스트리아
  - 빈 - 빈 국제공항
  - 그라즈 - 그라즈 공항
  - 린츠 - 린츠 공항

#### 남유럽
- 몰도바
  - 키시너우 - 키시너우 국제공항
- 세르비아
  - 베오그라드 - 베오그라드 니콜라 테슬라 국제공항
- 스페인
  - 빌바오 - 빌바오 공항
- 알바니아
  - 티라나 - 티라나 국제공항
- 이탈리아
  - 밀라노 - 밀라노 말펜사 국제공항
  - 밀라노 - 말리노 리나테 국제공항
  - 베니스 - 베니스 마르코 폴로 국제공항
  - 볼로냐 - 볼로냐 굴리엘모 마르코니 국제공항
  - 베로나 - 베로나 빌라프란카 공항
  - 올비아 - 올비아 코스타 스메랄다 공항
  - 제노아 - 제노아 크리스토퍼 콜롬보 공항
  - 칼리알리 - 칼리알리 엘마스 공항
  - 토리노 - 토리노 카셀레 공항
  - 트리에스테 - 트리에스테 프리울리 베네치아 줄리아 공항
  - 팔레르모 - 팔레르모 팔코네 보르셀리노 공항
  - 플로렌스 - 플로렌스 페레톨라 공항

#### 동유럽
- 루마니아
  - 부쿠레슈티 - 헨리 코안더 국제공항
  - 시비우 - 시비우 국제공항
  - 클루지 - 클루지 국제공항
  - 티미쇼아라 - 티미쇼아라 국제공항
- 벨라루스
  - 민스크 - 민스크 국제공항
- 불가리아
  - 소피아 - 소피아 국제공항
- 에스토니아
  - 탈린 - 탈린 공항
- 우크라이나
  - 리비프 - 리비프 다닐로 로마노비치 국제공항
  - 오데사 - 오데사 국제공항
- 크로아티아
  - 자그레브 - 자그레브 국제공항
  - 두브로브니크 - 두브로브니크 공항
  - 스플리트 - 스플리트 공항
  - 자다르 - 자다르 공항
- 체코
  - 프라하 - 프라하 바츨라프 하벨 국제공항
- 폴란드
  - 바르샤바 - 바르샤바 프레드릭 쇼팽 국제공항
  - 그단스크 - 그단스크 국제공항
  - 카토비체 - 카토비체 국제공항
  - 크라쿠프 - 크라쿠브 발리체 국제공항
  - 브로츠와프 - 브로츠와프 코페르니쿠스 공항
  - 제슈프 - 제슈프 야시온카 공항
  - 포즈난 - 포즈난 아비카 공항
- 헝가리
  - 부다페스트 - 부다페스트 페리 헤지 국제공항
  - 데브레첸 - 데브레첸 공항
  - 샤르멜리크 - 헤비츠 벌러톤 공항 계졀편

#### 북유럽
- 노르웨이
  - 오슬로 - 오슬로 가르데르모엔 국제공항
  - 베르겐 - 베르겐 플레스랜드 공항
  - 스타방게르 - 스타방게르 솔라 공항
  - 트론헤임 - 트론헤임 베르네스 공항
- 덴마크
  - 코펜하겐 - 코펜하겐 카스트럽 국제공항
  - 빌룬 - 빌룬 공항
  - 올보르 - 올보르 공항

### 아메리카

#### 북아메리카
- 미국
  - 산호세 - 산호세 국제공항
  - 탬파 - 탬파 국제공항
  - 필라델피아 - 필라델피아 국제공항
- 캐나다
  - 몬트리올 - 몬트리올 피에르 엘리오트 트뤼도 국제공항 계졀편
- 멕시코
  - 캉쿤 - 캉쿤 국제공항 계졀편
- 파나마
  - 파나마시티 - 토쿠멘 국제공항